# Savigny-sur-Seille
Savigny-sur-Seille is een gemeente in het Franse departement Saône-et-Loire (regio Bourgogne-Franche-Comté) en telt 371 inwoners (2004). De plaats maakt deel uit van het arrondissement Louhans.

## Geografie
De oppervlakte van Savigny-sur-Seille bedraagt 14,7 km², de bevolkingsdichtheid is 25,2 inwoners per km².
De onderstaande kaart toont de ligging van Savigny-sur-Seille met de belangrijkste infrastructuur en aangrenzende gemeenten.

## Demografie
Onderstaande figuur toont het verloop van het inwonertal (bron: INSEE-tellingen).